# Falcuna orientalis
Falcuna orientalis är en fjärilsart som beskrevs av George Thomas Bethune-Baker 1906. Falcuna orientalis ingår i släktet Falcuna och familjen juvelvingar. Inga underarter finns listade i Catalogue of Life.